# Camillo Hailer
Camillo Hailer (* 26. Juni 1862 in Rottenburg am Neckar; † 19. Mai 1931 in Oberndorf am Neckar) war ein deutscher Verwaltungsjurist.

## Leben
Als Sohn eines Umgeldkommissars geboren, studierte Hailer Rechtswissenschaften in Tübingen. Während seines Studiums wurde er 1880 Mitglied der burschenschaftlichen Verbindung Normannia Tübingen. Nach seinen Examina 1885 und 1887 ging er 1888 in die württembergische Innenverwaltung. 1894 wurde er Amtmann am Oberamt Neckarsulm, ging 1901 als Kollegialhilfsarbeiter zur Regierung des Jagstkreises nach Ellwangen und wurde 1904 Regierungsassessor. 1905 wechselte er als Oberamtmann und Oberamtsvorstand nach Oberndorf am Neckar, wo er 1928 Landrat wurde und 1929 in den Ruhestand ging.